# Ommata bivitticollis
Ommata bivitticollis là một loài bọ cánh cứng trong họ Cerambycidae.